# Acciai Speciali Terni
Acciai Speciali Terni SpA (nota anche come AST, Arvedi AST o Arvedi Acciai Speciali Terni) è una società italiana operante nel settore della metallurgia, siderurgia, informatica e ingegneria. Fondata nel 1884, mantenne fino al 1922 il nome di Società degli altiforni, fonderie e acciaierie di Terni. In seguito fu nota anche come Terni società per l'industria e l'elettricità spa (1922 - 1984) e Terni acciai speciali (1984 - 2001).
Dal 1994 al 31 gennaio 2022 la società è stata controllata dal gruppo tedesco ThyssenKrupp AG, assumendo la denominazione ThyssenKrupp Acciai Speciali Terni (TK-AST).
Il 31 gennaio 2022 il gruppo italiano Arvedi SpA ha acquisito la società e le controllate commerciali in Germania, Italia e Turchia (il gruppo tedesco ThyssenKrupp mantiene una quota del 15% delle azioni).
Con base a Terni e attraverso società controllate e partecipate in Italia e all'estero, Acciai Speciali Terni è specializzata nella lavorazione e distribuzione di acciai (inox, basso legati e al carbonio) destinati principalmente ai settori alimentari, edili, casalinghi, elettrodomestici, energetici e all'industrie di base, siderurgiche e meccaniche.

## Storia

### Dalla fondazione alla prima guerra mondiale

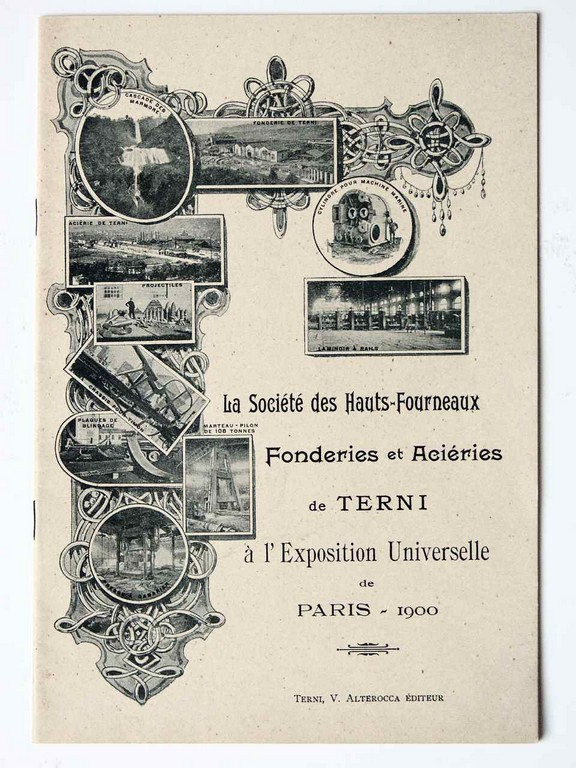
Opuscolo pubblicitario della Società degli alti forni fonderie e acciaierie di Terni esposto all'Esposizione Universale di Parigi, 1900

La necessità di disporre di un'industria siderurgica nazionale si avvertì appena dopo l'Unità d'Italia e divenne ancora più pressante durante il primo gabinetto Cairoli, quando l'ammiraglio Benedetto Brin presentò un progetto di legge per la costruzione di un centro siderurgico che potesse fornire l'acciaio necessario alle corazze delle navi da guerra. Nel 1883 una seconda Commissione d'indagine sullo stato delle industrie del ferro in Italia, dopo quella istituita durante il primo governo Depretis, promossa dal Ministro della Marina, ammiraglio Ferdinando Acton e presieduta dall'ammiraglio Benedetto Brin, scelse Terni come sede ideale per la costruzione di un impianto siderurgico di livello nazionale. La decisione della Commissione fu dettata da tre vantaggi che la città umbra offriva rispetto ad altri siti: l'esistenza di impianti non disprezzabili, come la Fabbrica d'Armi, una fabbrica per manufatti di ferro e una fonderia di ghisa, che produceva un quarto dei tubi di ghisa per acquedotti costruiti in Italia; la notevole disponibilità di risorse idriche, stimate nell'ordine di almeno 150 000 cavalli e la posizione strategica di Terni, lontana dalle coste e, pertanto, protetta da eventuali attacchi dal mare.
In più, parte del pacchetto azionario della Fonderia di ghisa era nelle mani della Società Veneta Costruzioni Pubbliche, di cui era titolare Vincenzo Stefano Breda, amico personale dell'ammiraglio Brin.

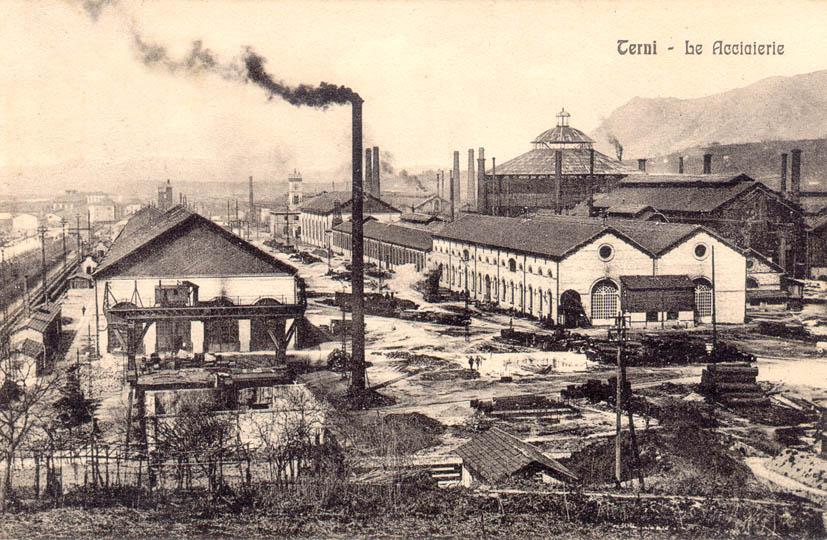
Le acciaierie all'inizio degli anni 1910

Il 10 marzo 1884 fu redatto l'atto fondativo della Società degli Alti Forni e Fonderie di Terni (SAFFAT), con le garanzie dello Stato e i capitali di alcuni grossi istituti di credito, quali la Banca Generale, il Credito Mobiliare e la Banca Nazionale nel Regno d'Italia. La costruzione dello stabilimento iniziò poco dopo con il supporto delle maestranze dell'acciaieria francese Schneider. Il completamento fu raggiunto dopo due anni e mostrò un complesso di rilievo internazionale.
L'azienda era a capitale privato, ma legata allo Stato italiano da finanziamenti e commesse. Grazie a questo appoggio nel 1889 la produzione di acciaio della Società costituiva la metà di quella nazionale. Nel maggio dello stesso anno, con decreto ministeriale, la Società Altiforni divenne esercente le miniere di lignite di Spoleto, esercizio che mantenne fino alla loro chiusura nel 1961.
Due convertitori Bessemer, cinque forni Martin-Siemens e cinque laminatoi potevano sfornare sia acciaio comune, sia acciai speciali per corazze, cannoni e proiettili. L'energia elettrica necessaria era prodotta da un sistema idrodinamico costituito da una condotta forzata di poco più di 6 chilometri, che portava l'acqua del Velino all'interno dell'area industriale dopo un dislivello di 200 metri. Il vanto dello stabilimento fu il grande maglio da 108 tonnellate con un sottoincudine da 1 000 tonnellate fuso in un unico blocco, esempio unico per la metallurgia del tempo.
Inizialmente il Breda aveva previsto che la SAFFAT facesse parte di un sistema integrato di produzione di acciaio e ghisa su scala nazionale, ma le difficoltà economiche derivate dalle ingenti spese per l'impiantistica, sovradimensionata rispetto al volume reale delle commesse, portarono la società sull'orlo del fallimento, che fu evitato grazie ai ripiani delle banche, degli ordinativi statali e dello scorporo degli acciai comuni dirottati sull'Acciaieria Tardy & Benech di Savona, rilevata nel 1891. La liquidazione del Credito Mobiliare e della Banca Generale fra il 1893 e il 1894 indusse la Banca d'Italia a intervenire in cambio di un completo riassetto societario, che si realizzò dopo che la SAFFAT fu ammessa alle quotazioni di borsa nel 1898. Entrarono, oltre ad alcuni speculatori, gli industriali Attilio Odero e Giuseppe Orlando, appoggiati dalla Banca Commerciale Italiana e dal Credito Italiano. All'epoca, lo stabilimento ternano produceva una media di 30 000 tonnellate annue di acciaio, contro una capacità produttiva di 140 000 tonnellate.
Grazie alla sua solidità industriale la SAFFAT si espanse fuori dell'Umbria, impadronendosi delle principali concorrenti. Innanzitutto assorbì le Ferriere Italiane, l'impresa siderurgica toscana che era stata finanziata dalla Banca Generale e poi dal Credito Italiano. Poi prese il controllo dell'Elba, un'acciaieria di Portoferraio, anch'essa finanziata dal Credito Italiano.
Nel 1905 la Terni partecipò alla costituzione di due importanti industrie italiane. Da un lato fu uno dei soci fondatori della Vickers-Terni (la futura OTO Melara) della Spezia, per la produzione di artiglieria. Dall'altro partecipò alla costituzione dell'Ilva, nata per costruire lo stabilimento siderurgico di Bagnoli e poi divenuta il colosso siderurgico nazionale.
Nel 1907 la crisi economica mondiale ebbe particolari ripercussioni sulla siderurgia. In Italia solo la Terni era solida, grazie alle commesse pubbliche. Le sue controllate Elba e Ilva furono invece investite dalla crisi di sovrapproduzione.

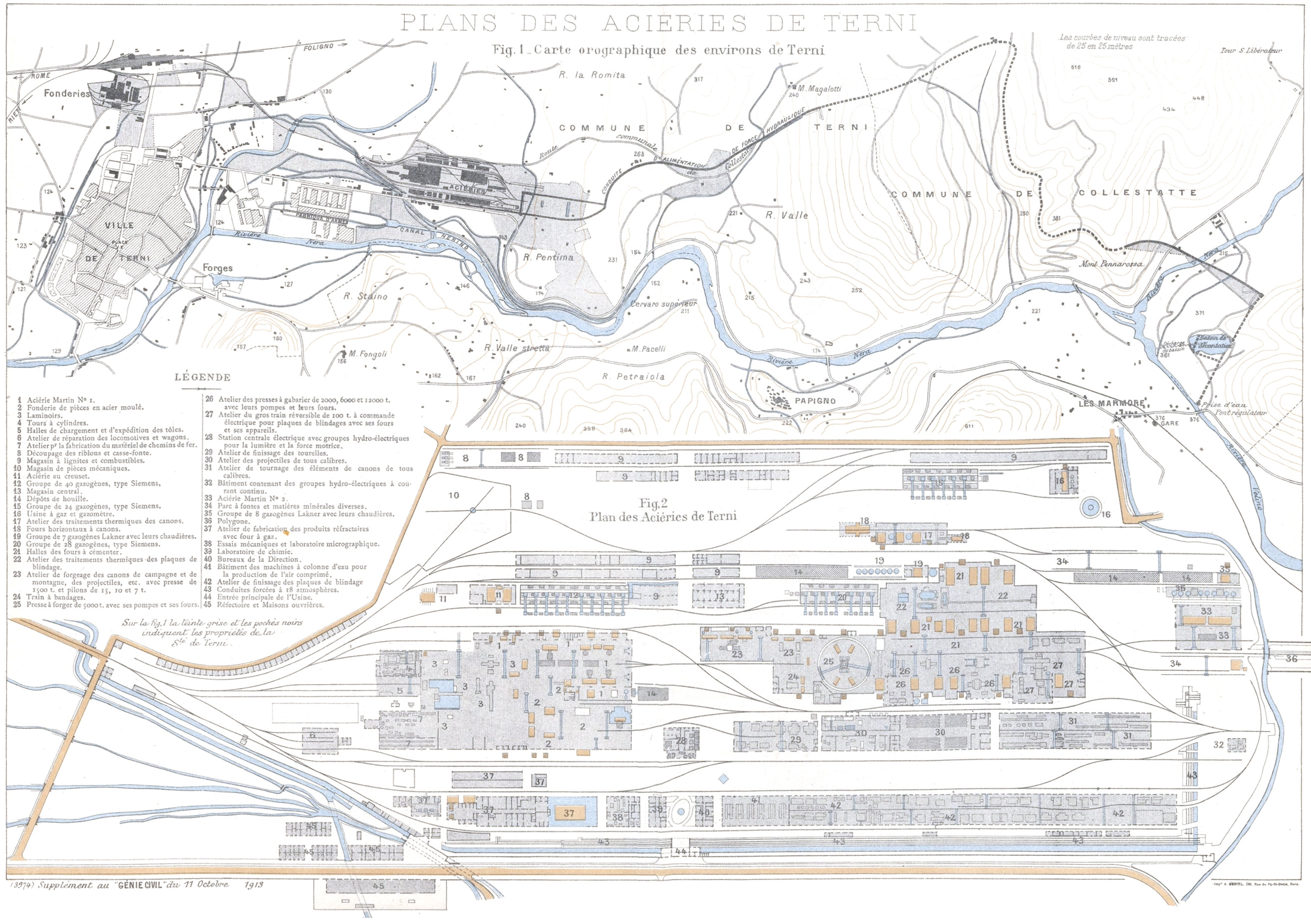
Pianta dello stabilimento di Terni del 1913

### Fra le due guerre: il modello polisettoriale
Alla fine della prima guerra mondiale gli ordinativi statali crollarono, mettendo la SAFFAT di fronte allo spettro del collasso finanziario, nonostante fosse stata presa l'iniziativa di costruire un nuovo laminatoio per lamierino magnetico. L'intervento della Banca Commerciale Italiana che assunse il controllo della Terni  e, soprattutto, la competenza manageriale di Arturo Bocciardo, fiduciario della stessa banca, furono decisivi. A partire dal 1922, quando la SAFFAT mutò il nome in Terni Società per l'Industria e l'Elettricità, più semplicemente chiamata Terni, acquistò la Società Industriale per il Carburo di Calcio, Acetilene e Gas, con stabilimento sempre a Terni, con un apprezzabile patrimonio idroelettrico capace di sviluppare poco più di 9 000 kW e con una piccola azienda partecipata, la Società Italiana per l'Ammoniaca Sintetica (SIAS). La componente siderurgica, tuttavia, rimase preponderante e assorbì gran parte degli investimenti sull'impiantistica, fra cui quattro nuovi laminatoi per tondini di ferro, bande stagnate, lamiere sottili, e un forno elettrico.
Nel 1927 la fusione della Vickers-Terni con i cantieri Odero portò alla creazione della Odero-Terni e nel 1929 con l'inserimento dei Cantieri Orlando si ebbe la nascita della Odero-Terni-Orlando (OTO), che controllava le attività cantieristiche dell'alto Tirreno e il cantiere Ansaldo-San Giorgio, mentre l'acquisizione del complesso idroelettrico Nera-Velino, strappata alle comunità locali in cambio di fornitura di energia elettrica, permise alla Terni di acquisire il più grande bacino idroelettrico d'Europa, con una potenza di 171 000 kW nel 1931.
La storia della Terni è legata a quella della Valnerina anche in relazione alla presenza della tranvia Terni-Ferentillo, promossa e realizzata nel 1901-1909 per opera della Società Imprese Elettriche in Italia e della Società per Carburo di Calcio, che nel 1922 fu ceduta anch'essa alla "Terni". La STET, società esercente della tranvia, acquisì contestualmente anche il raccordo ferroviario fra la stazione e lo stabilimento di Terni razionalizzando così i traffici viaggiatori e merci. L'intero impianto fu chiuso nel 1960.

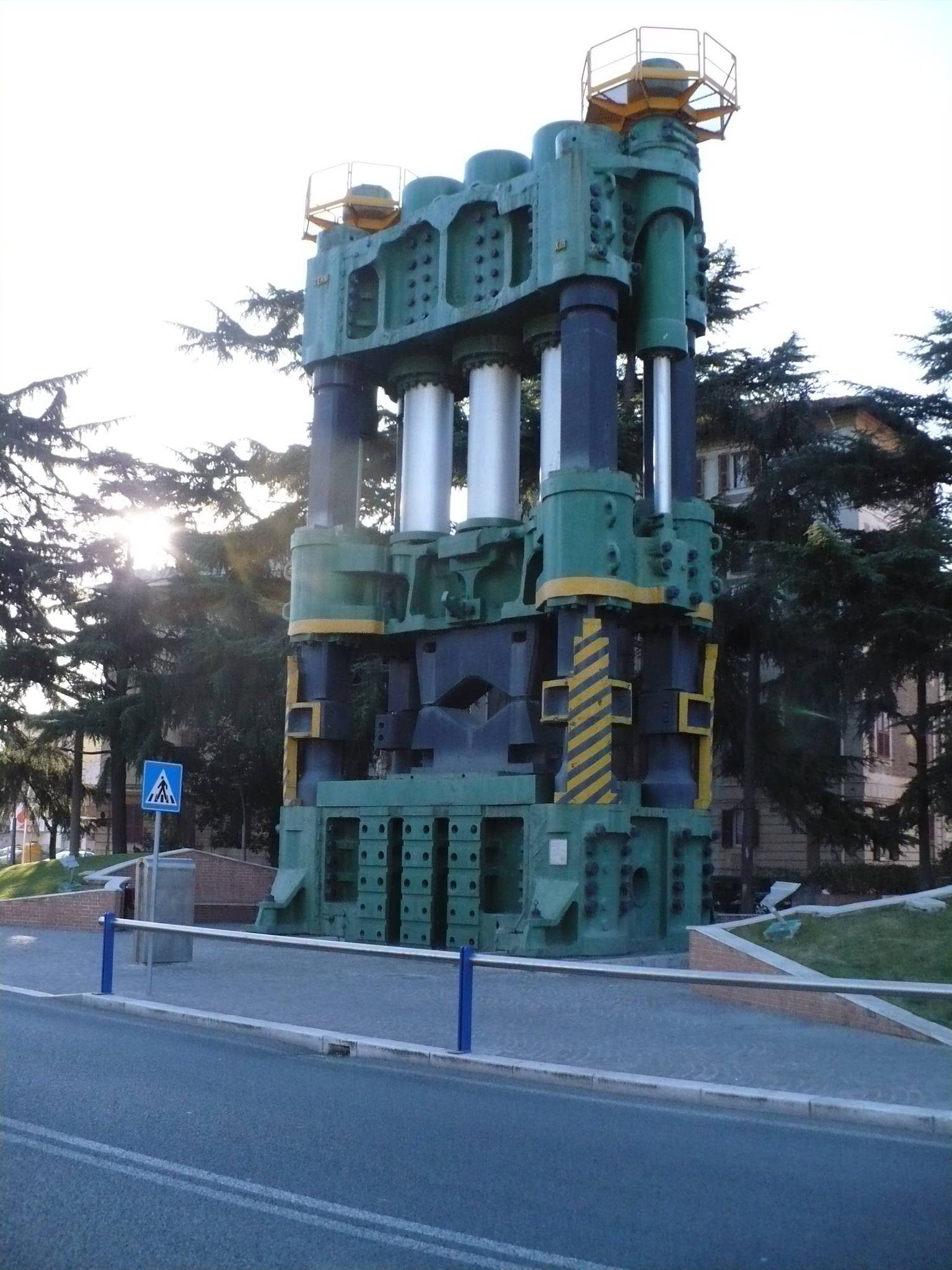
Pressa da 12 000 tonnellate usata nelle acciaierie dal 1935 al 1994, oggi posizionata di fronte alla stazione di Terni quale esempio di archeologia industriale

Gli anni 1931-1932, particolarmente critici per l'equilibrio del sistema bancario italiano, che risentiva solo allora della grande depressione del 1929, furono decisivi per le sorti della Terni, che erano state fino ad allora legate ai finanziamenti statali e bancari. Quando la Banca Commerciale Italiana fu salvata attraverso l'acquisizione da parte dell'IRI, anche le società controllate, fra cui la Terni, entrarono a far parte del gruppo statale.
Mussolini e Alberto Beneduce, presidente dell'IRI, riconoscendo nella Terni un'importante componente dell'industria strategica nazionale, appoggiarono la soluzione di inserirla nella Finsider, insieme all'ILVA e alle acciaierie dell'Ansaldo. Le attività cantieristiche navali, che avevano fatto la storia della società, furono scorporate e inserite, insieme ai cantieri Ansaldo-San Giorgio nella società Cantieri Navali del Tirreno e Riuniti, mentre la siderurgia, insieme alla componente elettrica e chimica, continuarono a essere il perno produttivo della Terni. Il corso autarchico dato all'economia nazionale dal Governo, favorì notevolmente la Terni, che incrementò le sue produzioni con l'installazione di quattro nuovi forni da 25 tonnellate, una pressa da 12 000 tonnellate, nuove officine per la produzione di cannoni e proiettili. Nel 1940 vi risultavano occupati poco meno di 10 000 addetti, capaci di sfornare 66 000 tonnellate di acciaio bellico. Il settore idroelettrico fu adeguato allo sviluppo dell'impianto siderurgico con la costruzione di nuove centrali sul fiume Vomano che fecero salire la generazione di energia elettrica a 1,3 miliardi di kWh, e delle dighe del Salto e del Turano in provincia di Rieti. Con queste credenziali la Terni partecipò allo sforzo bellico della seconda guerra mondiale, tanto che i suoi impianti furono uno degli obiettivi sia dei bombardamenti alleati sia della rappresaglia tedesca.

### Il Dopoguerra: la produzione di acciai speciali

#### Terni e il piano Sinigaglia
Con la cessazione del conflitto, le produzioni siderurgiche della Terni furono molto ridimensionate. La cacciata di Bocciardo dalla Finsider e l'avvio del piano Sinigaglia di ristrutturazione della siderurgia italiana, in cui era prevista la localizzazione sul mare dei centri di produzione tutti a ciclo integrale, misero in grave difficoltà la Terni, già costretta a mutare rapidamente le tipologie dei manufatti per scopi non più bellici ma civili. Il settore chimico fu smembrato fra Eni e Anic, mentre il comparto elettrico fu l'ancora di salvezza per tutta l'azienda: nel 1952 arrivò a produrre 2 miliardi di kWh e proprio in quel periodo fu realizzato l'elettrodotto che alimentò, in parte, lo stabilimento siderurgico di Cornigliano.

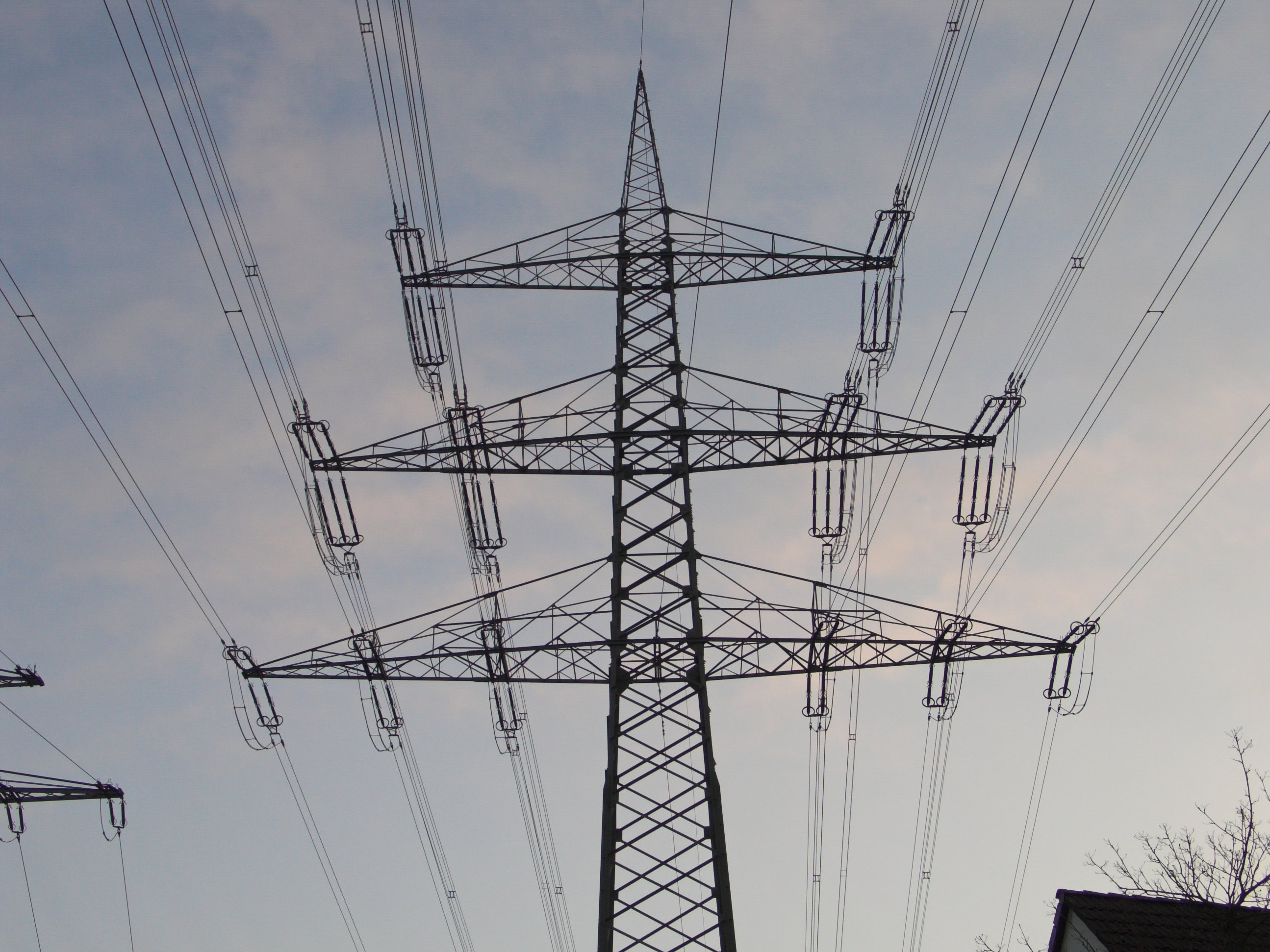
Elettrodotto ad alta tensione

Anche la componente idroelettrica, una delle migliori realtà produttive italiane, fu assorbita nel 1962 dall'Enel, alla quale non era sfuggita l'importanza che questo settore della Terni rivestiva nel panorama energetico nazionale.

#### Sviluppo negli anni sessanta
La politica produttiva che fu messa in opera in quegli anni tese, da una parte al recupero della grande esperienza lavorativa accumulata nel corso di decenni, dall'altra all'aggiornamento tecnologico, nel tentativo di uscire dalla marginalità in cui l'azienda era stata relegata. La scelta cadde sugli acciai speciali, e in questo contesto va annoverata la joint venture con la Armco Steel Corporation, nel 1960, per la produzione di laminati magnetici e con la United States Steel, nel 1961, per la costruzione di un nuovo stabilimento per la produzione di acciaio inossidabile, (‘Terninoss’). Ciò nonostante, le difficoltà di bilancio furono notevoli, perché gli impianti risultarono sovradimensionati rispetto alla domanda di mercato, sebbene il lamierino magnetico coprisse quasi la totalità del fabbisogno nazionale e i grossi fucinati per i vessels delle centrali nucleari, soprattutto all'estero, avesse raggiunto un buon livello produttivo: basta ricordare il rotore per il generatore della Brown Boveri da 1 300 MW, e i componenti per le centrali nucleari della Westinghouse Electric Company negli Stati Uniti, per la Central Electricity Generating Board e l'Électricité de France.

### Successive vicende societarie

#### Anni settanta e ottanta
La situazione si aggravò fra il 1974 e il 1979 e la Terni rientrò nel riassetto generale della siderurgia pubblica varato nel 1982, quando l'IRI decise di inserire criteri di gestione privata all'interno della Finsider; la Terni fu nominata capofila nella produzione dei getti, delle fucinature, degli acciai inossidabili e dei laminati piani al silicio, in cui erano coinvolti gli stabilimenti Italsider di Lovere e Trieste, anch'essi di antica tradizione siderurgica, con una capacità produttiva totale di oltre 500 000 tonnellate di acciaio l'anno. Sempre nel 1982 rilevò anche l'Industria Acciai Inox (IAI) di Torino, già FIAT, specializzata nella produzione di laminati piani inossidabili.
A metà degli anni ottanta lo stabilimento ternano, che si sviluppava su 1 300 000 metri quadrati, produceva 1 000 000 di tonnellate di acciaio l'anno, era fra i primi cinque produttori mondiali di acciaio inossidabile, leader nazionale nella produzione dei laminati magnetici, dei tondini per le centrali nucleari, del materiale rotabile per le Ferrovie dello Stato, della ghisa in pani e sferoidale, acquisì la certificazione dell'American Society of Mechanical Engineers' per la qualità dell'impiantistica e dei metodi produttivi. Nel 1987 gli stabilimenti di Trieste furono separati dal gruppo e la Terni, con la nuova denominazione di Terni Acciai Speciali SpA (TAS), formò un unico complesso con la IAI e la Terninoss, di cui rilevò la metà posseduta della United States Steel. Nel 1983 il titolo fu cancellato dal listino di borsa.
Alla fine del 1988, con la liquidazione della Finsider, la TAS entrò a far parte dell'ILVA, come principale stabilimento per la produzione dei laminati piani speciali. In questo contesto, nel 1989 iniziò la produzione di acciaio al titanio, tramite un'apposita società, la Titania, che ben presto raggiunse dimensioni apprezzabili, risultando il terzo produttore mondiale di questo tipo di acciaio.

#### Anni novanta
Fra il 1990 e il 1993 presero corpo altre iniziative: la Società delle Fucine, interessata alla produzione di componenti in acciaio ad alto valore tecnologico per vari settori dell'industria, il Tubificio di Terni, la Titania per la produzione di acciaio al titanio e il CS Inox, di assoluto valore europeo per la produzione e la commercializzazione dell'inossidabile, tutte appartenenti alla galassia ThyssenKrupp.
Nel 1994 gli stabilimenti di Terni e Torino sono confluiti nella Acciai Speciali Terni (AST), che è stata privatizzata con la cessione alla Kai Italia, in cui figuravano imprenditori italiani e la multinazionale tedesca ThyssenKrupp, che qualche anno più tardi avrà l'intera proprietà dell'AST, con la denominazione di "ThyssenKrupp Acciai Speciali Terni".
Alla fine degli anni novanta la produzione di acciaio raggiunse la media annua di poco meno di 1 200 000 tonnellate, con un livello di utilizzo della capacità produttiva di circa il 100%.

#### Anni duemila
Il 31 gennaio 2012 il gruppo finlandese Outokumpu acquisì per 2,7 miliardi di euro Inoxum, la Divisione Acciai Inossidabili di ThyssenKrupp, di cui faceva parte ThyssenKrupp Acciai Speciali Terni (dal 1º gennaio 2013 diventata nuovamente nota con il nome Acciai Speciali Terni); l'operazione fu subordinata dall'Antitrust europeo alla cessione delle attività italiane della divisione Inoxum di AST in quanto con l'acquisizione il gruppo finlandese avrebbe assunto una posizione dominante nel mercato europeo dell'acciaio inox. Il 12 febbraio 2014, la Commissione europea ufficializza il riacquisto dell'AST e VDM da parte di ThyssenKrupp; lo stesso giorno viene ufficializzato il trasferimento della Linea5 da Torino a Terni.
Il 10 marzo 2014 le acciaierie ternane hanno festeggiato i 130 anni di attività. Per l'occasione il Presidente del Senato Pietro Grasso ha visitato ufficialmente gli stabilimenti e il 20 marzo papa Francesco ha ricevuto nell'Aula Paolo VI della Santa Sede, 7 500 ternani per un'udienza speciale dedicata all'anniversario.
Nell'assemblea di luglio del 2014, l'AD di AST Marco Pucci ha rassegnato le sue dimissioni dopo 28 anni di servizio, lasciando il ruolo a Lucia Morselli, già AD della Berco. Il 31 marzo 2016 anche la Morselli lascia l'incarico, che dal 1º aprile 2016 viene assunto da Massimiliano Burelli, già Managing Director dell'azienda tedesca produttrice di alluminio Constellium SingenGmbH.
Il 2016 è stato l'anno in cui Acciai Speciali Terni è tornata in utile dopo otto esercizi di rosso. Un bilancio che si è chiuso con un fatturato di 1,49 miliardi di euro e con un utile di 3,3 milioni di euro. Le spedizioni sono state di 856 000 tonnellate con un liquido di 942 000 tonnellate.
Il 31 gennaio 2022 a Essen il gruppo italiano Arvedi SpA ha firmato il contratto di acquisizione di Acciai Speciali Terni e delle controllate commerciali in Germania, Italia e Turchia (Thyssenkrupp mantiene comunque una quota del 15%); con il perfezionamento dell'accordo Giovanni Arvedi è diventato quindi presidente di AST e Massimiliano Burelli ha lasciato l'incarico di AD a Mario Caldonazzo. Il 1º aprile 2022 viene presentato dal gruppo Arvedi un piano industriale con investimenti di circa 1 miliardo di euro finalizzati alla decarbonizzazione con introduzione di idrogeno verde, alla realizzazione di nuovi impianti e al mantenimento dei livelli occupazionali esistenti. Il 15 febbraio 2023 Dimitri Menecali, già direttore di stabilimento e produzione dell'azienda, assume la carica di amministratore delegato al posto di Mario Caldonazzo, il quale assume il ruolo di vice presidente di Arvedi AST.

## Gruppo
Arvedi Acciai Speciali Terni produce prodotti laminati piani inossidabili. Inoltre, è attiva nella realizzazione di tubi saldati e fucinati di grandi dimensioni attraverso le proprie divisioni Tubificio e Fucine e nella distribuzione capillare dei nastri inossidabili attraverso la società controllata Terninox.

## Consiglio d'amministrazione
Il CdA è così composto:
- Giovanni Arvedi: Presidente
- Mario Caldonazzo: Vice Presidente
- Dimitri Menecali: Amministratore delegato[52]
- Angelo Saracino Consigliere Delegato[52]
- Gian Luca Gigli Consigliere Delegato[52]
- Giancarlo Stringhini Consigliere[52]
- Stefano Cardinali: Direttore di stabilimento[52]

## Incidente di Torino
Nella notte fra il 5 e il 6 dicembre 2007 otto operai dello stabilimento di Torino furono investiti da un getto di olio bollente in pressione che prese fuoco. Sette morirono nel giro di un mese, mentre un altro operaio subì ferite non gravi. Critiche all'azienda furono sollevate da più parti, sia perché alcuni degli operai coinvolti nell'incidente stavano lavorando da 12 ore, avendo quindi accumulato 4 ore di straordinario, sia perché secondo le testimonianze di alcuni operai i sistemi di sicurezza non funzionarono (estintori scarichi, idranti inefficienti, mancanza di personale specializzato). L'azienda ha smentito che all'origine dell'incendio vi fosse una violazione delle norme di sicurezza.
Secondo quanto riportato dal quotidiano La Stampa, nell'ambito dell'inchiesta seguita all'incidente, la Guardia di Finanza avrebbe sequestrato all'amministratore delegato Herald Espenhahn un documento dove si afferma che Antonio Boccuzzi, l'unico testimone sopravvissuto, «va fermato con azioni legali», in quanto sostiene in televisione accuse pesanti contro l'azienda. Il documento attribuisce la colpa dell'incendio ai sette operai, che si erano distratti. A carico dell'amministratore delegato i pubblici ministeri formularono l'ipotesi di reato di omicidio volontario con dolo eventuale e incendio doloso (dolo eventuale), mentre altri cinque dirigenti furono accusati di omicidio colposo e incendio colposo (con l'aggravante della previsione dell'evento); fu contestata l'omissione dolosa dei sistemi di prevenzione antincendio e antinfortunistici. Fu rinviata a giudizio anche l'azienda come persona giuridica.
Il 1º luglio 2008 i familiari delle sette vittime accettarono l'accordo con l'azienda in merito al risarcimento del danno per una somma complessiva pari a 12 970 000 euro. In seguito all'accordo i familiari rinunciarono al diritto di costituirsi parte civile nel processo ai dirigenti.
Il 15 aprile 2011 la Corte d'assise di Torino, sezione seconda, ha confermato i capi d'imputazione a carico di Herald Espenhahn, amministratore delegato della società "THYSSENKRUPP Acciai Speciali Terni s.p.a.", condannandolo a 16 anni e 6 mesi di reclusione. Altri cinque manager dell'azienda (Marco Pucci, Gerald Priegnitz, Daniele Moroni, Raffaele Salerno e Cosimo Cafueri) sono stati condannati a pene che vanno da 13 anni e 6 mesi a 10 anni e 10 mesi.
Il 28 febbraio 2013 la Corte d'assise d'appello modifica il giudizio di primo grado, non riconoscendo l'omicidio volontario, ma l'omicidio colposo, riducendo anche le pene ai manager dell'azienda: 10 anni a Herald Espenhahn, 7 anni per Gerald Priegnitz e Marco Pucci, 8 anni per Raffaele Salerno e Cosimo Cafueri, 9 per Daniele Moroni.
Nella notte del 24 aprile 2014 la Suprema Corte di Cassazione ha confermato le responsabilità dei sei imputati e dell'azienda, ma ha ordinato un nuovo processo d'appello per ridefinire le pene. Queste non potranno aumentare rispetto a quelle definite nel 2013.
La Corte d'Appello di Torino ha così ridefinito le pene il 29 maggio 2015: 9 anni e 8 mesi a Espennahn, 7 anni e 6 mesi a Moroni, 7 anni e 2 mesi a Salerno, 6 anni e 8 mesi a Cafueri, 6 anni e 3 mesi a Pucci e Priegnitz.
Il 13 maggio 2016 la Cassazione ha confermato tutte le condanne ridefinite in Appello, non accogliendo le richieste del sostituto Procuratore Generale, Paola Filippi, la quale aveva chiesto di annullare la sentenza del 9 maggio 2015 per rimandare il procedimento in corte d'assise.

## Archivio
Il complesso archivistico dell'azienda di Terni è stato dichiarato di notevole interesse storico il 20 novembre 1984 dalla Soprintendenza archivistica per l'Umbria; un nuovo provvedimento è stato emesso in data 7 ottobre 2008. L'archivio è collocato presso i locali di un padiglione indipendente, all'interno del complesso aziendale di viale Benedetto Brin a Terni, appositamente predisposti e ristrutturati. I locali ospitano anche parte dell'archivio fotografico, parzialmente riordinato, costituito da almeno 100 000 unità tra fotografie, negativi su lastre di vetro e su pellicola, diapositive. Il fondo è costituito complessivamente da 3 313 unità del periodo 1881-1973. In alcune serie, in particolare dove sono presenti dei registri, la datazione arriva fino al 1992. Vi è inoltre la presenza di documenti precedenti la costituzione della Società, avvenuta nel 1884.